# Virginia Hey
Virginia Hey (19 de junio de 1952 en Sídney) es una actriz australiana, principalmente conocida por su papel de Pa'u Zotoh Zhaan en la serie de ciencia ficción Farscape. Otros papeles importantes en su carrera fueron el de una mujer guerrera en la película posapocalíptica Mad Max 2: The Road Warrior junto a Mel Gibson y el de Rubavitch en la película The Living Daylights de la saga del agente secreto británico James Bond, protagonizada por Timothy Dalton. Ha hecho numerosas actuaciones en televisión, entre las que destaca su rol como la abogada Jennifer St James en E Street. Virginia inició su carrera como modelo, apareciendo en numerosas revistas y comerciales de televisión antes de iniciar su carrera en el cine.

## Filmografía
| Año  | Título                           | Rol             | Notas |
| ---- | -------------------------------- | --------------- | ----- |
| 1981 | Mad Max 2: The Road Warrior      | Mujer Guerrera  |       |
| 1982 | Norman Loves Rose                | Novia           |       |
| 1983 | The Return of Captain Invincible | Beautician      |       |
| 1986 | Castaway                         | Janice          |       |
| 1987 | The Living Daylights             | Rubavitch       |       |
| 1988 | Pathos – Segreta inquietudine    | Diane           |       |
| 1994 | Signal One                       | Toni            |       |
| 1999 | Game Room                        | Dr. Greta Davis |       |
| 2011 | Alien Armageddon                 | Ute             |       |
| 2016 | Kosmos                           | Diana Lord      |       |

## Televisión
| Año       | Título                      | Rol                    | Notas                               |
| --------- | --------------------------- | ---------------------- | ----------------------------------- |
| 1984      | Prisoner                    | Leigh Templar          | TV                                  |
| 1985      | Timeslip                    | Jenny                  | Serie                               |
| 1985      | Big Deal                    | Ticket officer         | Episodio: "Popping Across the Pond" |
| 1985      | Mussolini: The Untold Story | Mujer joven            | TV                                  |
| 1986      | Neighbours                  | Beth Travers           | TV                                  |
| 1987      | Vietnam                     | Periodista             | TV                                  |
| 1989      | Mission: Impossible         | Danielle               | Episodio: "The Killer"              |
| 1989      | Dolphin Cove                | Alison Mitchell        | TV                                  |
| 1989–90   | E Street                    | Jennifer St. James     | TV                                  |
| 1993      | Paradise Beach              | Val Sterling           | TV                                  |
| 1996      | Flipper                     | Adams                  | Episodio: "The Pearl Maker"         |
| 1996      | Pacific Drive               | Margeaux Hayes         | TV                                  |
| 1997      | Home and Away               | Gillian                | TV                                  |
| 1997      | Roar                        | Queen Una              | Episodio: "Pilot"                   |
| 1998      | All Saints                  | Joanna Travers         | Episodio: "Yesterday's News"        |
| 1999–2002 | Farscape                    | Pa'u Zotoh Zhaan       | TV                                  |
| 2002      | Farscape: The Game          | Pa'u Zotoh Zhaan (voz) | Juego                               |
| 2014      | Rick and Morty              | Voz                    | Episodio: "Raising Gazorpazorp"     |